# Jorge Kajuru
Jorge Kajuru, né le 20 janvier 1961 à Cajuru, est un journaliste sportif,  animateur de radio et de télévision et homme politique brésilien. Il est sénateur depuis le 1er février 2019, membre du Parti socialiste brésilien.

## Biographie

### Parcours professionnel

#### Propriétaire d'une radio locale et carrière nationale
Lorsqu'il vivait encore à Goiânia, sa ville de naissance, Jorge Kajuru fut propriétaire de Rádio K (Rádio Clube de Goiás). La radio a été temporairement supprimée à plusieurs reprises pendant le mandat du gouverneur Marconi Perillo (PSDB). En 2002, le Tribunal de Goiás a décidé, au nom du gouverneur, de fermer la radio pendant huit jours en raison du non-respect répété de la loi électorale.
Au début des années 2000, il était chargé des programmes sportifs sur RedeTV ! comme A Hora do Kajuru, Bola na Rede et TV Esporte, une émission dont il a démissionné en direct en 2002.
L'année suivante, après des négociations infructueuses avec TV Globo et Rede Record, il signe un contrat avec Band pour présenter Esporte Total.

#### Licenciement en direct de Band et passage à SBT
Le 2 juin 2004, lors d'une entrée en direct depuis l'une des portes d'accès au stade Mineirão pour le match entre le Brésil et l'Argentine, lors des qualifications sud-américaines pour la Coupe du monde, Kajuru a critiqué le gouverneur de Minas Gerais de l'époque, Aécio Neves, après avoir présenté des plaintes concernant des billets destinés aux utilisateurs de fauteuils roulants qui étaient transmis aux hommes politiques et aux artistes.
Après la pause lors du match Kajuru a ensuite été coupé de la station. La chaîne a affirmé qu'un problème technique s'était produit, mais lorsque le programme est revenu des publicités, Kajuru n'était plus à l'écran et a été remplacé des studios par Fernando Nardini.
Il a mentionné dans plusieurs interviews que les plaintes d'Aécio avaient été le facteur décisif de son licenciement. Cependant, en 2012, il change de version et affirme que ce n'est pas Aécio Neves qui aurait ordonné son retrait des ondes, mais plutôt Ricardo Teixeira, alors président de la CBF, pour ses critiques sur la gestion de l'entité et ses managers faits par lui sur Band.
En avril 2005, a été créée l'émission Fora do Ar, un talk-show sur SBT avec Adriane Galisteu, Cacá Rosset et Hebe Camargo. L'émission a été interrompue en septembre de la même année.
Le 2 avril 2006, il revient à la télévision et au journalisme sportif, avec l'émission Jogo Duro, qui présente des débats et des analyses sur le football, dans une tentative de SBT de revenir à la couverture sportive. L'émission a été interrompue le 13 août de la même année.
En 2010, le programme Kajuru na Área a cessé d'être diffusé dans la région de Campinas (où il a été diffusé sur TVB) et dans l'État de Paraná (où il a été diffusé sur Rede Massa), continuant à être diffusé uniquement sur SBT RP.

#### Passage à la présentation du sport interactif
Le 25 janvier 2010, Jorge Kajuru commencé à travailler à TV Esporte Interativo, présentant d'abord Kajuru Sob Controle, aux côtés de Melissa Garcia. Dans une interview accordée au programme Jogando em Casa, il a admis que pour la première fois de sa carrière, il avait demandé un emploi. Même s'il était sur TV Esporte Interativo, Kajuru n'a pas cessé de présenter le programme Kajuru na Área sur SBT Ribeirão Preto. En juin de la même année, il a été interviewé par le journaliste Roberto Cabrini sur Conexão Repórter, sur SBT, où il a annoncé la fin de sa carrière et ce qui serait sa dernière interview.
En 2013, Jorge Kajuru commence une carrière sur Internet, sur la chaîne Esporte Interativo de Marcella, deuxième fille de l'ancien joueur Túlio Maravilha, est en réalité le résultat d'une liaison extraconjugale entre Kajuru et Alessandra, l'épouse de l'ancien attaquant, une information qui a ensuite été démentie par le sportif lui-même.
En 2014, Kajuru a été licencié de TV Esporte Interativo. Il a également déclaré qu'il n'avait pas été payé par le blog depuis un an. Selon Kajuru, le licenciement aurait également été demandé par l'agence qui s'occupe de diffuser la publicité. En évoquant ces problèmes, Kajuru a qualifié les deux propriétaires de voleurs, dans une déclaration sur les réseaux sociaux, dans laquelle il a également accusé Esporte Interativo de tricherie.

### Parcours politique

#### Passage dans des partis de droite dans les années 1980 et 2000
Pendant les années 1980, lors de la libéralisation progressive de la Dictature militaire, Jorge Kajuru est membre du parti Parti démocratique social. Lors du retour de la démocratie, il intègre le Parti du Front Libéral, résultat d'une dissidence du PDS.

#### Ralliement à PPS et conseiller de Goiânia
En 2011, Jorge Kajuru décide de rejoindre le Parti populaire socialiste (PPS) et, selon le parti, il se présenterait au poste de conseiller municipal aux élections de 2012,. Une information démentie par Kajuru, estimant qu'il n'était pas encore préparé et n'avait pas de temps disponible en raison de son travail de journaliste.

#### Bref passage au parti de gauche PSOL et candidat à la Chambre en 2014
En 2013, il revient à la politique à la demande du sénateur Romário (PSB) et rejoint le Parti socialiste brésilien. Ensuite, il fait un passage de quelques mois au sein du Parti socialisme et liberté, qu'il quitte la même année pour rejoindre le Parti républicain progressiste.
Fin juin 2014, Kajuru a annoncé sa candidature en tant que député fédéral de l'État de Goiás. Lors des élections, il obtient plus de 106 000 voix, étant l'un des dix candidats les plus votés de l'État, mais il n'est pas élu.

#### Réélu conseiller et candidat au Sénat en 2018
Aux élections d'octobre 2016, Jorge Kajuru se présente en tant que conseiller de Goiânia avec le PRP, en coalition avec les Démocrates pour renforcer le nombre de conseillers avec le maire Iris Rezende. Il est élu conseiller avec 37 796 voix (5,65%), devenant le conseiller le plus voté de la ville.
Lors des élections parlementaires de 2018, il est candidat dans l'état de Goiás, au sein de la large coalition "A Mudança é Agora", rassemblant une dizaine de partis de centre-gauche (PDT, PMN), centre-droit (DEM, PROS), droite à extrême-droite. Il est élu au deuxième siège de l'État, avec 1 557 415 voix (28,33%).

#### Sénateur sous le gouvernement Bolsonaro

##### Second ralliement au PSB et départ car pro-armes
En janvier 2019, avant son investiture en tant que sénateur, Jorge Kajuru quitte le Parti républicain progressiste, après la fusion de ce dernier avec Patriota et annonce rejoindre le Parti socialiste brésilien, il devient président du groupe au Sénat. 
En juillet de la même année, le sénateur a annoncé son départ d'un commun accord avec le parti, après avoir voté en faveur du décret controversé de port des armes du président Jair Bolsonaro, dont le PSB est opposé. Sur ses réseaux sociaux, Kajuru a déclaré que son cœur voulait le voir « un sénateur sans parti, pouvoir voter conformément à celui qui m'a élu sénateur du Brésil », déclarant en outre que s'il devait revenir dans le parti, ce serait une décision du PSB.

##### Passages temporaires à PATRIOTA, Cidadania et Podemos
En août 2019, Jorge Kajuru annonce rejoindre le parti Patriota, car aligné sur sa même position, en faveur d'une flexibilité du port et la possession d'armes.
En septembre 2019, il annonce rejoindre le parti Cidadania, revenant ainsi à son premier parti lors de son implication électorale (PPS). Le sénateur a déclaré qu'il hésitait entre rejoindre Podemos ou Cidadania, après avoir demandé conseil à son ami José Luiz Datena , qui lui a conseillé de choisir le second.
En avril 2021, Jorge Kajuru quitte Cidadania et rejoint Podemos, après une polémique avec le président Jair Bolsonaro, dans lequel il a enregistré et diffusé des audios dans lesquels ils « se mettent d'accord » sur la manière d'agir dans la Commission d'enquête Covid au Sénat fédéral.

##### Troisième retour au PSB pour la 57e législature
Le 19 janvier 2023, il annonce son second retour au sein du Parti socialiste brésilien, notamment grâce aux négociations du vice-président Geraldo Alckmin. Le 24 janvier, il est élu président du groupe du PSB au Sénat fédéral.